# Shugo

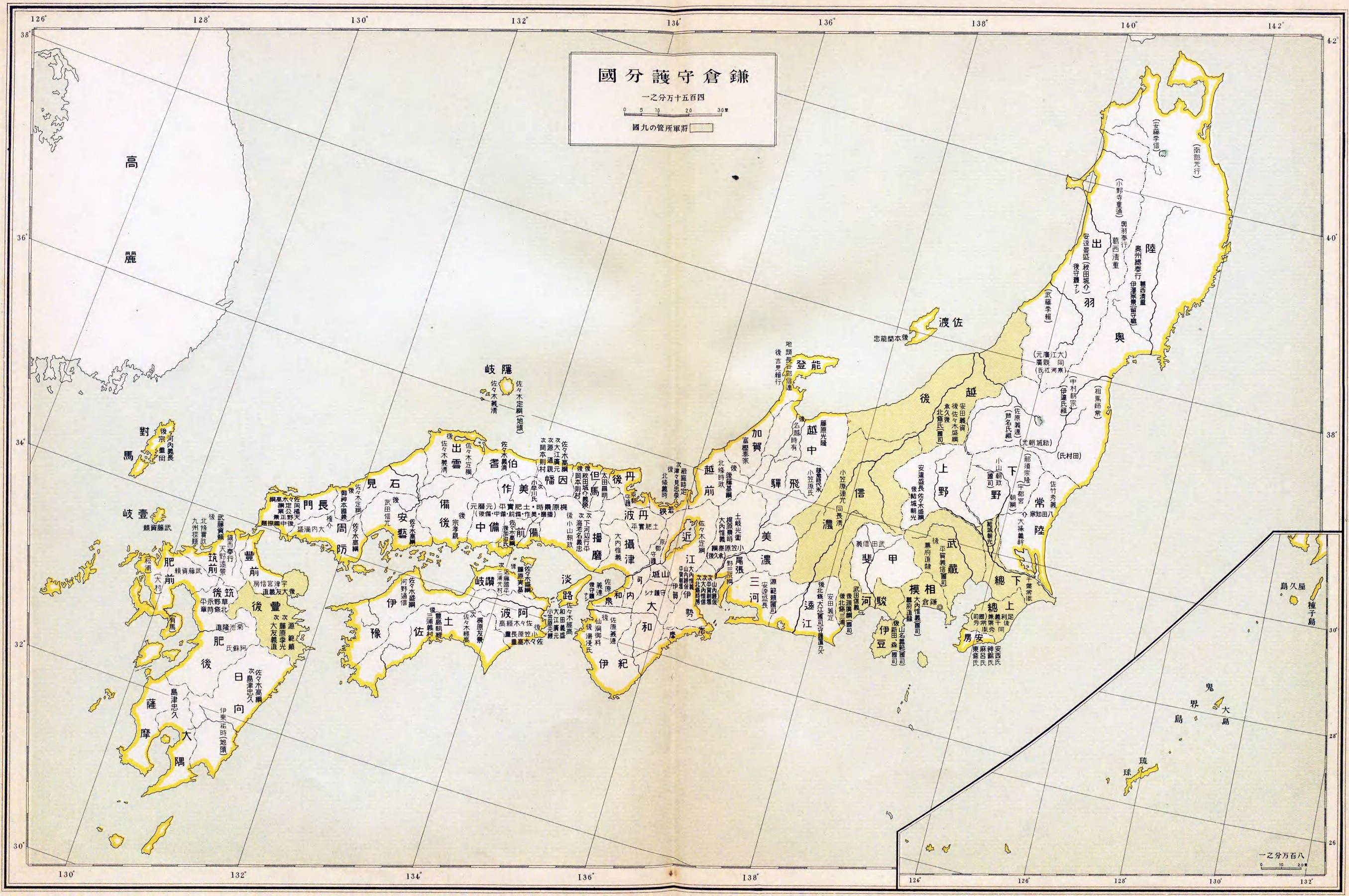
Un mapa dels territoris shugo del període Kamakura

Shugo o xugo (守護) era un títol equiparable a un governador militar durant el període feudal japonès. El seu significat literal és guardià. El càrrec donà lloc a l'emergència dels dàimios (senyors feudals) a finals del segle xv, a mesura que els shugo començaren a reclamar poder sobre les terres, en lloc de servir com a simples governadors en nom del shogun.

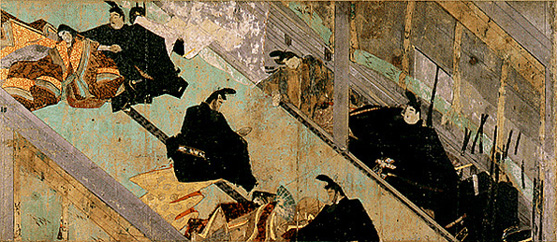
Tot i el seu rol inicial com a guerrers, els shugo jugaven un paper important en la cort

## Història
La posició va ser creada inicialment l'any 1185 per Minamoto no Yoritomo per a auxiliar en la captura de Minamoto no Yoshitsune, però el motiu subjacent era el d'estendre el domini del shogunat al llarg del Japó. És a dir, els shugo eren designats pel shogun per supervisar una o més kuni o províncies japoneses.
La posició del shugo (governador militar) suplantà progressivament la figura prèvia del kokushi (governador civil), que eren designats per la Cort Imperial de Kyoto. Oficialment, els gokunin (御家人), havien de servir als shugo, però la relació entre ambdós era molt fràgil, ja que aquests gokunin eren també vassalls del shogun.
A causa de la seva obligació de romandre a la capital imperial, lluny de la seva província, també es designava un shugodai o xugodai (守護代) o representants de shugo. També es designava a aquests representants quan el shugo tenia a càrrec la supervisió de diverses províncies.
Al llarg del temps, el poder del shugo es va anar incrementant i per a l'època en què va esclatar la Guerra civil d'Onin (1467-1477), els conflictes entre els shugo s'havien tornat moneda corrent. Com a resultat de les disputes, alguns shugo van incrementar el seu poder notablement, mentre que altres es van veure eclipsats pels seus subordinats, com els shugodai.
A finals del segle xv, en l'inici del període Sengoku, el poder polític del Japó es trobava fragmentat entre senyors feudals de diferents títols com shugo, shugodai i dàimio, entre d'altres.